# Establiments Francesos del Golf de Benín
Els Establiments Francesos del Golf de Benín (de fet Établissements français du Bénin) foren un territori francès creat el 16 de juny de 1886 a la Costa dels Esclaus, amb les factories de la regió al modern Benín. Aquests establiments eren:
- Estats mines: les repúbliques d'Agoué, Akrakou, Abanankein (Abananquein), Grand-Popo i Riviere d'Aroh
- Estats ouatxis i arnes: Agomé-Séva i Togodo
- Ouidah amb un fort i Ahaouanjigo, Cotonou (la part cedida per Dahomey pel tractat de 19 de maig de 1868 ampliat el 19 d'abril de 1878), Llac Denham, Aouansori, Riu d'Ouemé
- Regne de Porto Novo i dependències al riu Ado.

Els establiments depenien de la colònia del Senegal i el seu governador tenia el rang de comandant de cercle i el títol de comandant particular. El 1887 un administrador colonial va substituir al comandant de cercle. El 2 de gener de 1888 es va signar un conveni amb Gran Bretanya que va reconèixer les possessions franceses però va mantenir els seus drets i pretensions sobre Appa i Kéténou i la platja de Porto-Novo fins l'1 de març de 1890 quan una nova convenció va delimitar l'àrea de cada part en els punts conflictius.
Els territoris de Porto Seguro i Petit-Popo, igual que els de Agoué, Abanankein, Agomé-Séva i Grand-Popo tenien establiments comercials marsellesos des de vers 1860. Fin i tot el rei Lawson del Petit-Popo fou expulsat del tron per voler posar el país sota protectorat britànic. A tots aquests punts es van establir cònsols francesos el 1881 enviats pel vicecònsol francès a Sierra Leone. Per decret de 19 de juliol de 1883 es va declarar el protectorat francès. El 2 d'abril de 1885 es va fer una cerimònia al Grand-Popo amb la pujada de la bandera francesa, que després es va repetir a Abananquein el 11 de desembre de 1885. Responent a una petició (de 1881) dels caps de Porto Seguro, Agoué, Grand-Popo i Petit-Popo, es va nomenar resident al comandant particular de Cotonou en el mateix decret del 19 de juliol de 1883. La república dels ouatchis (Agomé-Séva) al nord dels Popos, va demanar el protectorat el juny de 1885 i es va signar un tractat (10 de juny de 1885) aprovat pel govern el 21 de juliol de 1885. En aquest temps els alemanys buscaven un lloc per establir-se i comerciants hamburguesos van arribar a Quitah, Porto Seguro, Lomé, Grand-Popo i Petit-Popo i un cap local, Yamelet, els va cedir diversos territoris sobre els quals probablement no tenia autoritat o en tenia molt poca. Per evitar un conflicte amb Alemanya, França li va cedir Lomé, Porto Seguro, Baguidah i Petit-Popo per convenció de 24 de desembre de 1885 ratificada l'1 de febrer de 1886, originant la colònia de Togo. Un comissari imperial i un administrador francès foren nomenats pels Popos el 1886 i el gener de 1887 es va delimitar la zona de cada part.
Victor Ballot (1853-1939) que havia estat director d'afers polítics a Saint Louis del Senegal, fou nomenat comandant particular dels Établissements français du Bénin el 16 de juny de 1887 i va passar a ser resident a Porto Novo de 19 d'octubre de 1889 a 22 de desembre de 1891, i seguidament, fins al 22 de juny de 1893 fou tinent governador del protectorat de Porto-Novo; a continuació i fins al 20 de gener de 1894 fou tinent governador de la colònia de Porto-Novo i després del Protectorat de Dahomey (20 de gener de 1894 a 22 de juny de 1894) i de la colònia de Dahomey (22 de juny de 1894 a 3 de juliol de 1899).
De febrer a desembre de 1890 fou governador interí el contraalmirall Jules de Cuverville.